# Pierre Ponsetti
Pour les articles homonymes, voir Ponsetti.
Pierre Ponsetti est un footballeur français né le 5 juin 1916 à Alger (Algérie française),  et mort le 2 janvier 1999 à Nice. Il a été demi-centre au RC Paris.
Après sa carrière de footballeur, il était fonctionnaire à la Caisse algérienne du Crédit agricole. Il est muté en métropole en 1962.

## Carrière de joueur
- Red Star Algérois (1930-1944)
- RC Paris (1944-1946)

## carrière d'entraîneur
- Red Star Algérois
- Montauban FC
- Toulouse FC (réserve)
- Cavigal Nice Sports

## Palmarès
- Vainqueur de la Coupe de France 1945  (avec le RC Paris)